# Eva Logar
Eva Logar, née le 8 mars 1991 à Ljubljana, est une sauteuse à ski slovène licenciée au club SD Zabrdje.

## Parcours sportif
À la date de septembre 2011, Eva Logar a pris part à 118 épreuves de coupe continentale de saut à ski, en n'échouant à se qualifier qu'à sept reprises.
Elle s'est placée une fois 4e du classement final de Coupe continentale au cours de la saison 2010, et une fois 3e au cours de la saison 2011, alors la dernière saison où que cette compétition représente l'élite du saut féminin.

### Débuts internationaux
Eva Logar, qui a commencé la compétition au niveau international en 2003, participe à la Coupe continentale dès la première saison hivernale le 16 janvier 2005 à Planica, puis à trois autres reprises cet hiver ; elle a alors 14 ans, et termine à la 32e place avec 36 points.
Elle poursuit ensuite son parcours en participant régulièrement à d'autres épreuves de Coupe continentale estivales et hivernales, se plaçant d’abord couramment entre le milieu et le bas du tableau, avec toutefois une 7e place à Meinerzhagen le 14 août 2005, puis quatre fois 11e en hiver 2007, et même deux fois dans les dix premières (10e et 9e à Zao en mars 2007), à la faveur d'un concours avec peu de concurrence (seulement 26 sauteuses, dont 14 Japonaises).
Entre février 2008 et janvier 2009, Eva Logar enchaîne ses plus mauvais résultats avec sept places au-delà de 30e (non qualifiée pour le deuxième saut du concours) sur dix-sept participations, avec comme meilleur résultat une 11e place à Breitenberg. Elle termine mieux cette saison avec une 9e place le 7 février 2009 à Zakopane.
Eva Logar participe dès sa création au Championnat du monde junior de saut à ski féminin à Kranj en 2006, elle y prend la 7e place, puis la 15e place à Tarvisio en 2007, la 19e place à Zakopane en 2008, la 14e à Štrbské Pleso en 2009, la 10e à Hinterzarten en 2010 et la 7e à Otepää en 2011.
Lors du premier championnat du monde de saut à ski féminin de 2009 à Liberec, elle termine à la vingt-septième place.

### Saison 2009-2010

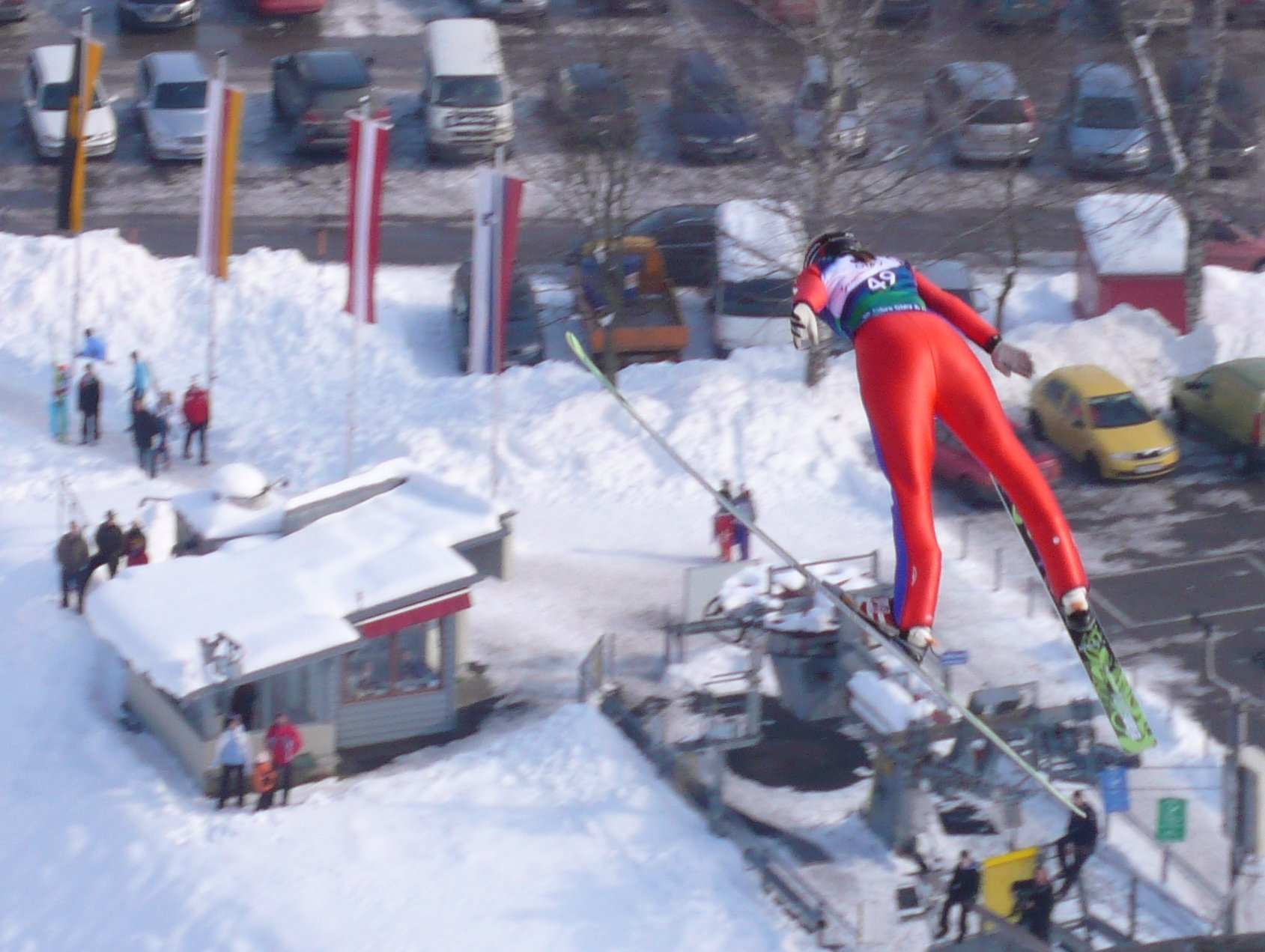
Eva Logar à Villach.

La saison estivale 2009 réussit à Eva Logar, elle se place six fois dans les 10 premières, son plus mauvais classement étant une place de 16e à Lillehammer le 21 août 2009. 
En octobre 2009, elle remporte le championnat de saut à ski de Slovénie devant Špela Rogelj.
Eva Logar réussit également lors de la saison hivernale de coupe continentale 2009-2010, avec 13 places parmi les 10 premières en 18 participations, et même son premier podium sur la 3e marche lors du concours final à Zakopane le 7 mars 2010. Elle termine 4e du classement de la saison 2009-2010 loin derrière le trio de tête composé respectivement de Daniela Iraschko, Ulrike Graessler et Anette Sagen.
Le 29 janvier 2010, elle prend la 10e place du championnat du monde de saut à ski féminin d'Hinterzarten.

### Saison 2010-2011

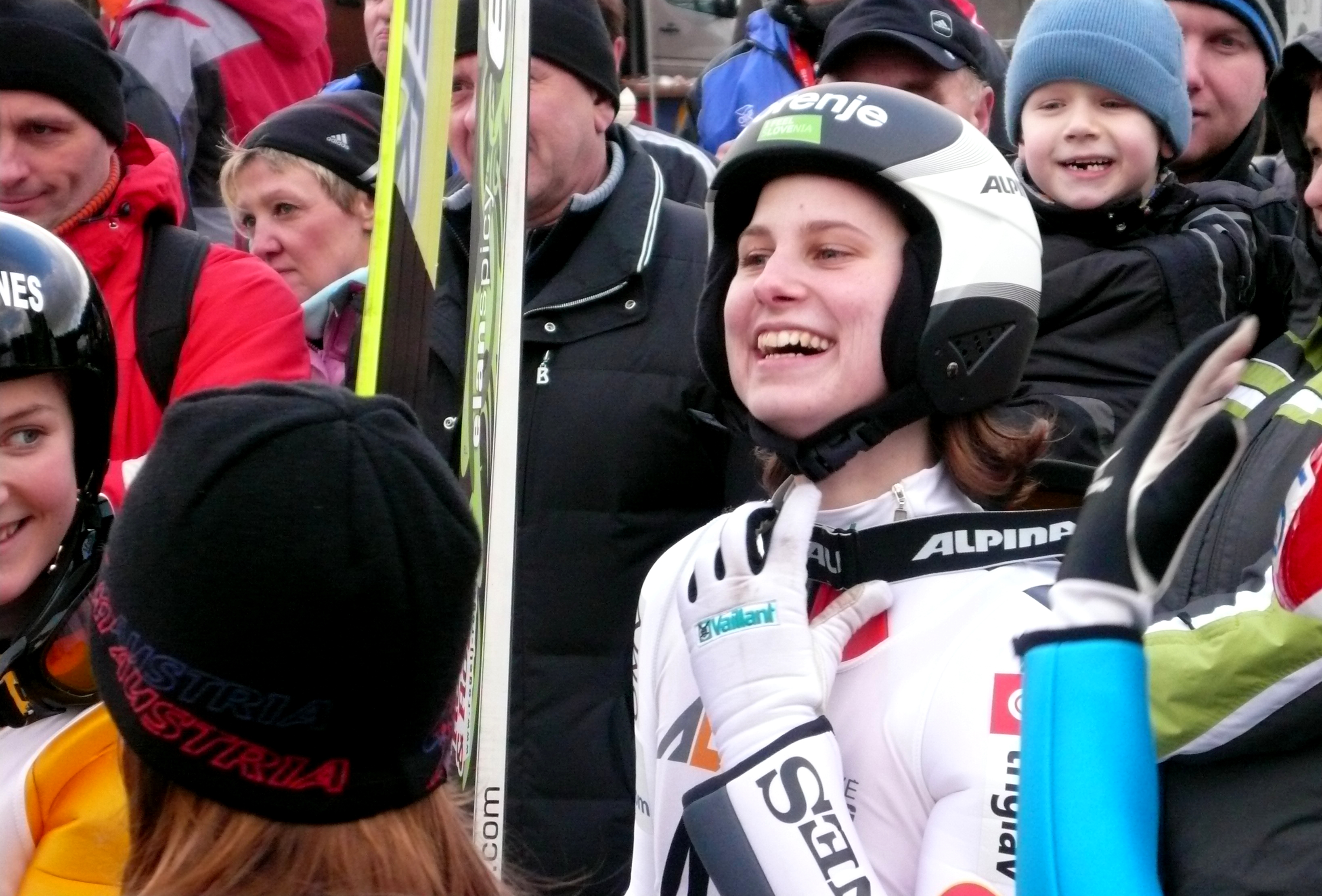
Eva Logar à Brotterode.

Lors de la coupe continentale féminine de saut à ski 2010-2011, elle signe quatre podiums dans sa saison et termine troisième du classement général.
En janvier 2011, aux Championnats du monde junior, elle termine septième.
Un mois plus tard le 25 février aux Championnats du monde à Oslo, lors d'un concours difficile en raison du vent et du brouillard,, au cours duquel des sauteuses titrées telles que Juliane Seyfarth, Jacqueline Seifriedsberger ou la tenante du titre Lindsey Van ne se qualifient pas pour le deuxième saut, elle réalise la quatrième performance de la première manche juste à un demi point derrière Ulrike Graessler et devant Coline Mattel qui prendra le bronze, et malgré un deuxième saut plus modeste, se maintient à la quatrième place d'un concours gagné par Daniela Iraschko devant Elena Runggaldier.

### Saison 2011-2012
Elle n'est pas présente lors de la première saison de Coupe du monde féminine de saut à ski en raison d'une grave blessure au genou fin octobre 2011, qui la tient éloignée des tremplins jusqu'au printemps 2012.

### 2013 et 2014: participation aux Jeux olympiques
En novembre 2012, elle marque ses premiers points dans la Coupe du monde à Lillehammer pour ses débuts officiels (20e).
En février 2013, elle affiche son meilleur résultat dans la Coupe du monde de sa carrière en terminant quatrième à Sapporo et pourtant elle n'est pas sélectionnée pour les Championnats du monde à Val di Fiemme. Sa quinzième place finale au classement général restera son meilleur.
Elle est parmi les trente sauteuses présentes au premier concours féminin aux Jeux olympiques de l'histoire en 2014, prenant la 27e place à Sotchi. Dans la Coupe du monde, les résultats restent suffisants, Logar se plaçant cinq fois dans le top dix, dont sixième à Planica.

### 2015-2017: fin de carrière
Elle prend part à ses troisièmes Championnats du monde en 2015 à Falun, où elle termine 26e.
Elle enregistre son ultime top dix dans la Coupe du monde en février 2016 à Almaty (10e).
En 2017, où elle n'est pas incluse dans la sélection pour les Championnats du monde à Lahti, elle décide de prendre sa retraite sportive.

## Palmarès

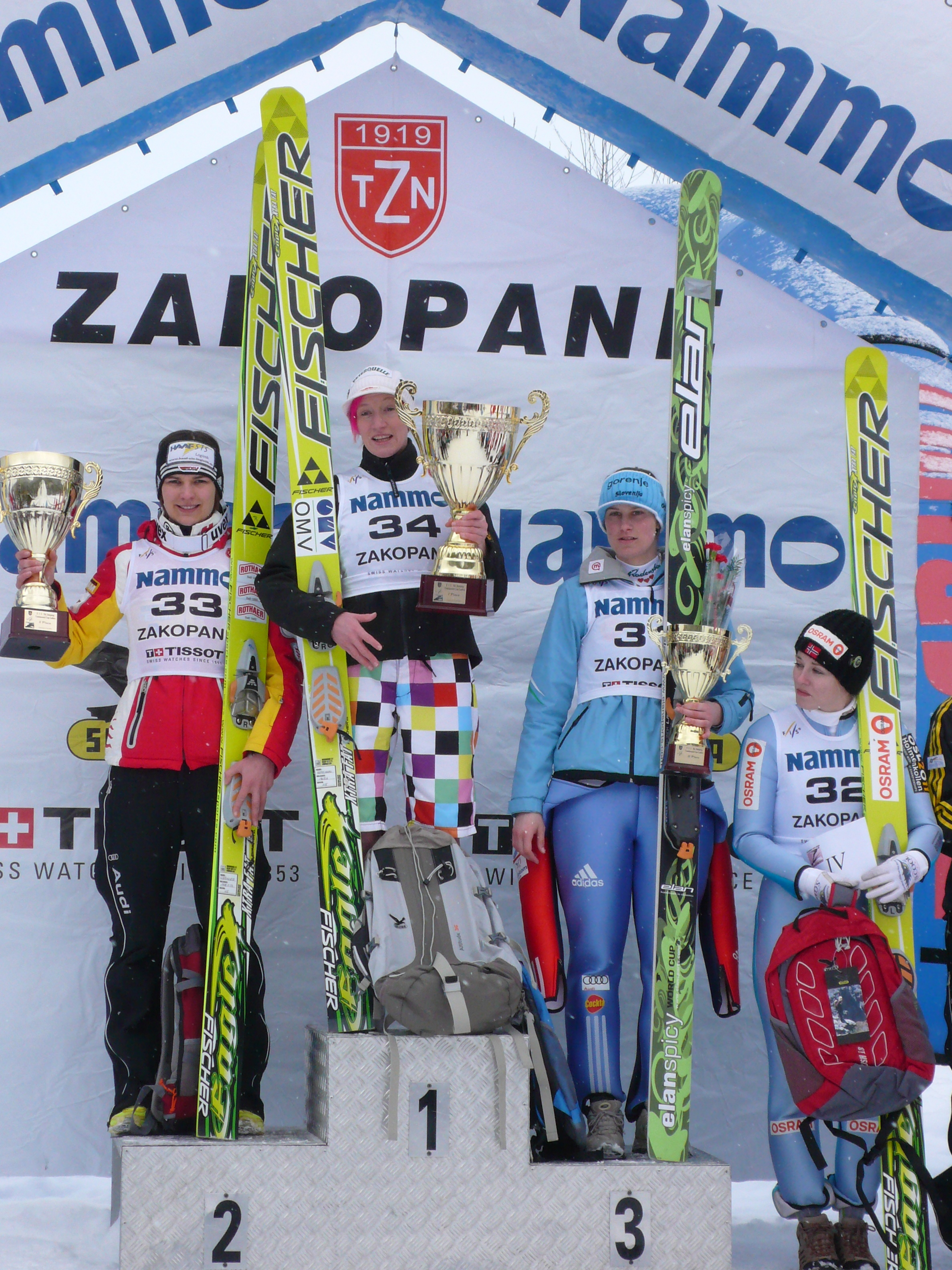
Eva Logar 3e à Zakopane le 7 mars 2010.

### Jeux olympiques
| Épreuve / Édition | Sotchi 2014 |
| Saut à ski        | 27e         |

### Championnats du monde
| Épreuve / Édition | Liberec 2009 | Oslo 2011 | Falun 2015 |
| Individuel        | 27e          | 4e        | 26e        |

### Coupe du monde
- Meilleur classement général : 15e en 2013.
- Meilleur résultat individuel : 4e.

#### Classements généraux annuels
| Année | Rang |
| 2013  | 15e  |
| 2014  | 17e  |
| 2015  | 21e  |
| 2016  | 26e  |
| 2017  | 37e  |

### Coupe continentale
- Meilleur classement général : 3e en 2011.
- 5 podiums.

### Championnats de Slovénie
- Championne en individuel en 2009 et 2013.